# Marcello Piacentini
Marcello Piacentini (Roma, 8 dicembre 1881 – Roma, 18 maggio 1960) è stato un architetto e urbanista italiano.
Fu protagonista sulla scena dell'architettura italiana nel trentennio 1910-1940, assumendo la figura di massimo ideologo del monumentalismo di regime soprattutto per la sua febbrile opera di regia applicata praticamente a tutta l'attività architettonica e urbanistica del ventennio fascista.
Dal dopoguerra fu oggetto di forti polemiche politiche a causa del suo legame con il regime, polemiche che innescano un giudizio critico sulla sua persona, mentre sull'opera di architetto, urbanista, docente universitario, direttore di riviste, coordinatore di interventi pubblici, scrittore, critico, e maestro di giovani architetti non si è ancora intrapresa una completa e rigorosa opera critica.

## Biografia

### Gli esordi e gli anni del fascismo

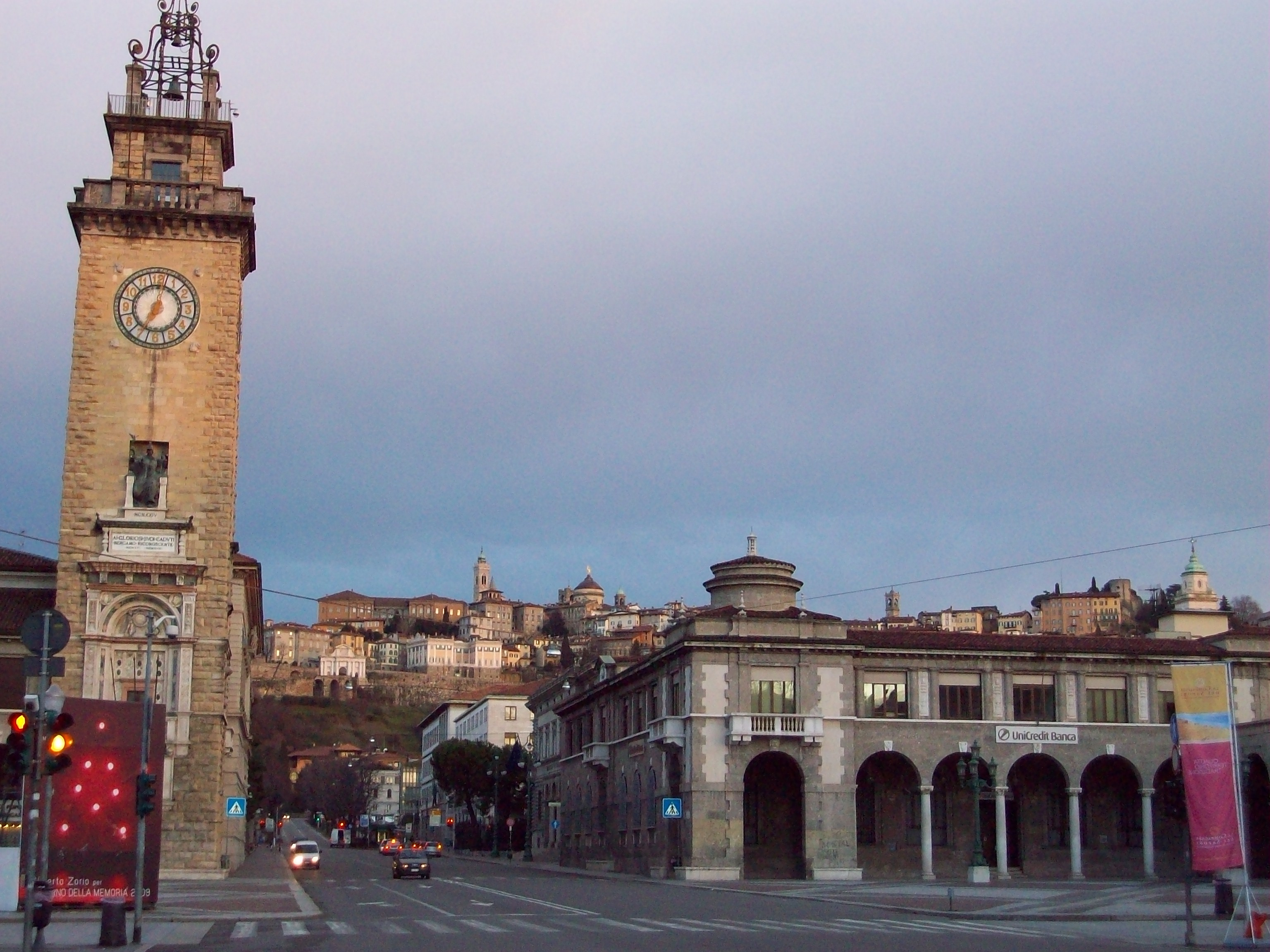
Il centro piacentiniano di Bergamo con la Torre dei Caduti

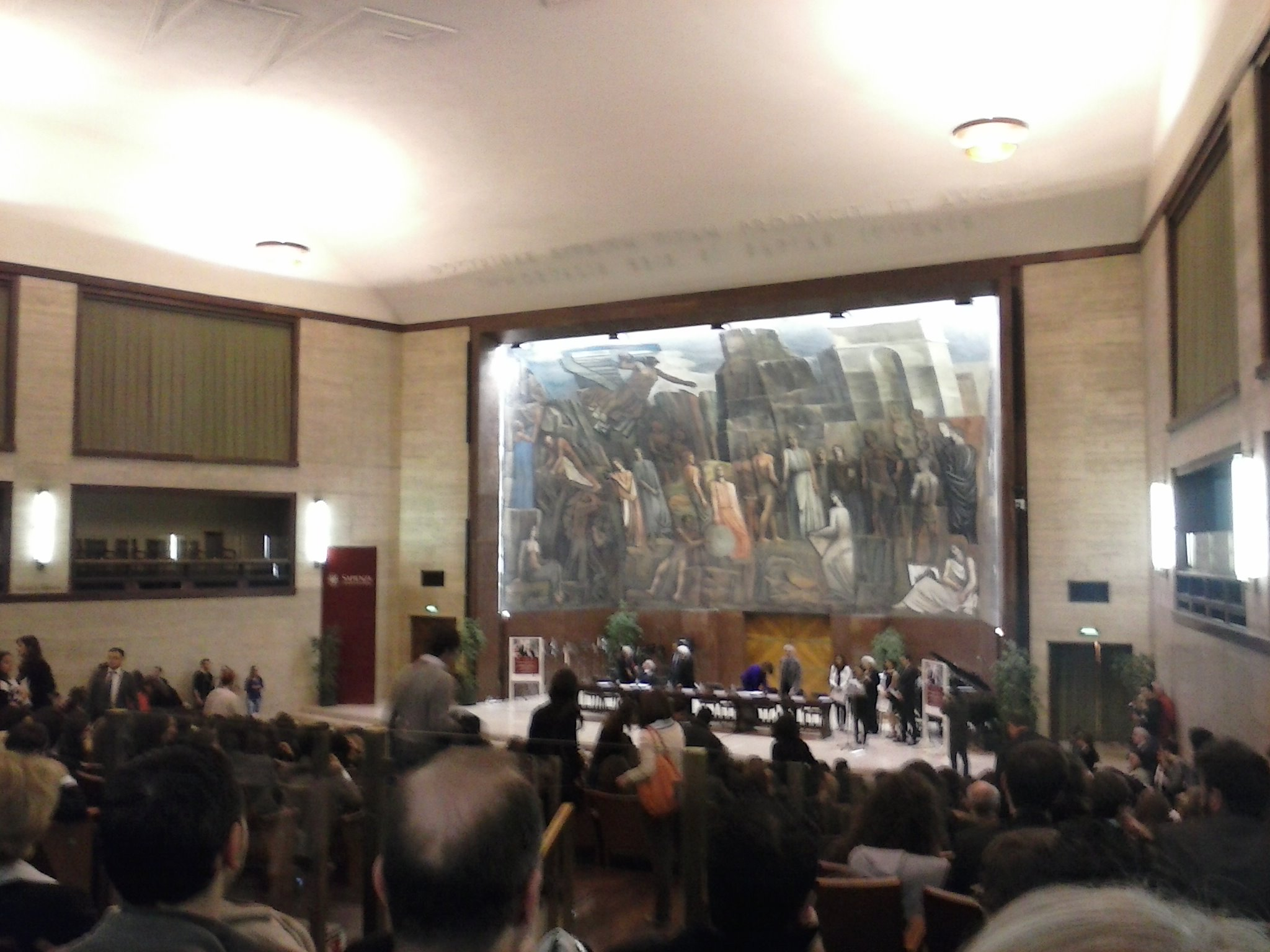
L'Aula Magna del Rettorato dell'Università di Roma "Sapienza", realizzata su progetto di Piacentini tra il 1933 e il 1935

Figlio dell'architetto Pio Piacentini e di Teresa Stefani, conobbe ben presto il successo professionale. A soli ventisei anni, nel 1907 partecipa al concorso “Panorama” per la risistemazione del centro cittadino di Bergamo che prenderà il suo nome Centro piacentiniano (sul quale interverrà tra il 1922 e il 1927 anche con la costruzione del grande centro scolastico Vittorio Emanuele II), tra questi la realizzazione del grande palazzo che ospita il Istituto Tecnico Vittorio Emanuele II. Operò intensamente in tutta Italia, ma durante il periodo fascista fu soprattutto a Roma che ebbe incarichi di particolare rilevanza. Gli edifici e gli interventi urbanistici realizzati da Piacentini nella Capitale non si contano: da una parte ne consolidarono l'immagine di architetto del regime o architetto di corte del duce, e dall'altra connotarono significativamente l'aspetto della città. L'architettura monumentale e le soluzioni urbanistiche di ampio respiro di Piacentini furono adottate da Mussolini nella creazione dell'immagine del suo regime e della sua visione politica riecheggiante il fasto dell'Età imperiale.
Di notevole qualità, anche se poco nota, è la primissima produzione di Piacentini, assai vicina al linguaggio dello Jugendstil tedesco e della secessione viennese. Grazie alla sua formazione cosmopolita e ai molti viaggi in Austria e Germania che poté effettuare in gioventù, egli assorbì le novità del classicismo "protorazionalista" specie di Hoffmann e di Olbrich. Tali suggestioni le espresse bene nella sistemazione del Cinema-Teatro Corso di piazza San Lorenzo in Lucina di Roma in cui non si adagiò su uno stanco repertorio rinascimentale ma volle inserire elementi moderni desunti dall'ambiente nordico (bovindi, sintesi delle arti, attenzione alle arti applicate); tuttavia l'esperimento invece di suscitare consensi destò accesissime polemiche tanto che Piacentini dovette modificare il progetto pagando di tasca propria.
Nel 1905 si aggiudicò, assieme a Giuseppe Quaroni, il concorso di idee indetto dalla Deputazione provinciale di Basilicata per la costruzione di un nuovo ospedale psichiatrico a Potenza. Il Progetto Ophelia, costituito da 18 padiglioni e altri edifici più piccoli, ha poi mutato destinazione d'uso ma ha segnato con la sua originalità architettonica lo sviluppo del quartiere Santa Maria del capoluogo lucano.
Nel 1921 fondò, con Gustavo Giovannoni, e diresse la rivista "Architettura e Arti Decorative", pubblicata da Emilio Bestetti e Calogero Tumminelli, Editrice d'arte, che uscì fino al 1931.
Creò un neoclassicismo semplificato che voleva essere a metà strada tra il classicismo del gruppo Novecento (Giovanni Muzio, Emilio Lancia, Gio Ponti ecc.) e il razionalismo del Gruppo 7 e del MIAR di Giuseppe Terragni, Giuseppe Pagano, Adalberto Libera ecc. In realtà Piacentini fuse entrambi i movimenti, riuscendo a creare uno stile originale, con un'impronta spiccatamente eclettica pur nella ricerca della monumentalità tipica delle tendenze estetiche del tempo.
Nel 1928 progettò la struttura del Palazzo degli Studi di Foggia, da allora sede del Liceo Classico della città, il Liceo "Lanza-Perugini". Il complesso del Palazzo degli Studi rappresentò “uno dei più perfetti modelli di edilizia scolastica in Italia”.

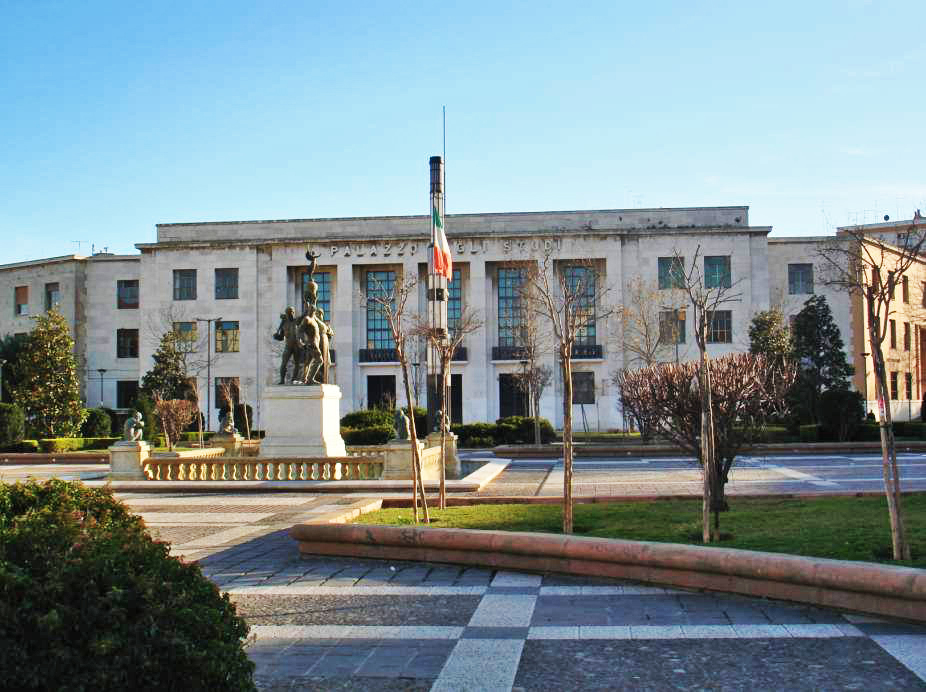
Palazzo degli Studi di Foggia progettato nel 1928 (veduta della facciata situata su Piazzale Italia).

Nel 1929 Mussolini lo nominò membro dell'Accademia d'Italia, che raccoglieva i migliori intellettuali italiani.
I richiami alla tradizione classica saranno, soprattutto a partire dagli anni Trenta, numerosi, contribuendo alla fissazione di quello stile littorio così caro a Mussolini e alle alte gerarchie fasciste.

La Città Universitaria di Roma in una foto del 1938

Tra i primati di quegli anni c'è la realizzazione del primo grattacielo d'Italia: si tratta del Torrione dell'ex INA - Istituto Nazionale Assicurazioni, a Brescia, creato nell'ambito della realizzazione di Piazza della Vittoria. Il Torrione, in cemento armato rivestito di mattoni rossi, stilisticamente ispirato ai grattacieli di Chicago, con i suoi 15 piani e 57,25 m d'altezza è tra i primissimi grattacieli in Europa.

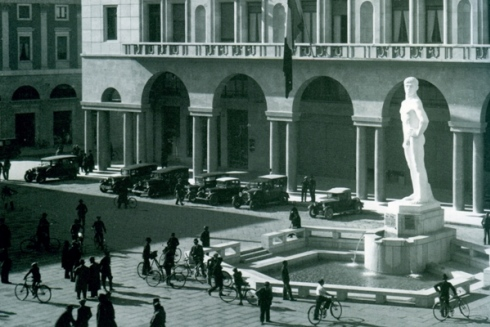
La fontana con "il Bigio" di Arturo Dazzi in piazza della Vittoria a Brescia terminata da Piacentini nel 1932

Fra gli incarichi più prestigiosi spiccano la direzione generale dei lavori e il coordinamento urbanistico-architettonico della Città universitaria di Roma (1935) e la sovraintendenza all'architettura, parchi e giardini dell'E42, ovvero l'Esposizione Universale di Roma che si sarebbe dovuta tenere nel 1942 e che costituisce l'attuale comprensorio dell'Eur (nell'incarico fu affiancato dall'allievo Luigi Piccinato, da Giuseppe Pagano, da Luigi Vietti e da Ettore Rossi). Ma se nel caso della Città Universitaria i giovani architetti coinvolti da Piacentini nella progettazione dei singoli edifici (come Giuseppe Capponi, Giovanni Michelucci, Gio Ponti, Gaetano Rapisardi, lo stesso Giuseppe Pagano e altri) ebbero la possibilità di esprimersi con una certa libertà, in occasione dei concorsi per i fabbricati dell'E42 prevalsero le soluzioni più monumentali. Anche il piano di sviluppo del futuro quartiere espositivo redatto da Piacentini e dai suoi collaboratori risentì di pesanti compromissioni, e le reiterate revisioni dello strumento urbanistico dell'Eur intervenute nel dopoguerra, ancorché in gran parte redatte sotto la guida dello stesso Piacentini e del suo collaboratore Giorgio Calza Bini, finirono per rendere del tutto irriconoscibili le idee portanti del suo principale ispiratore.
In virtù del grande successo ottenuto con i lavori della città Universitaria del 1935, il Piacentini ebbe l'incarico, sempre nel 1935, del progetto della Città universitaria di Rio de Janeiro, in Brasile.

### L'impegno di urbanista
(Marcello Piacentini nel 1930)

Marcello Piacentini nel suo studio 1930

Nei piani di risanamento messi a punto per la città di Livorno seguì i principi dell'architettura razionalista italiana, pensando di lasciare nel centro solamente manufatti con funzione commerciale e governativa e attuando un diradamento delle strade per esaltare gli edifici. Altrove, tuttavia, Piacentini si attestò su posizioni urbanistiche di retroguardia, propugnando idee come lo sviluppo delle città a macchia d'olio e l'apertura di vie radiali. Fra le operazioni più note, emerge la demolizione della "Spina di Borgo" per l'apertura di Via della Conciliazione a Roma, su progetto elaborato nel 1936 (ma portato a termine nel 1950) insieme all'architetto Attilio Spaccarelli.
Antecedenti, fra il 1927 e il 1936, sono gli imponenti lavori di sventramento della Contrada Nuova di Torino per realizzare il tratto di Via Roma da piazza Carlo Felice a piazza San Carlo. Inoltre a Brescia fu artefice della Piazza della Vittoria, per la quale il suo progetto vinse il concorso indetto dal Comune. In quest'ambito fu l'autore del primo grattacielo italiano, alto 57 metri. Fu membro influente di numerose commissioni, fra cui quelle per la variante generale al piano regolatore di Roma del 1909 istituita nel 1925, per il piano regolatore del 1931 e per la relativa variante generale del 1942 (quest'ultima non fu mai adottata ma nel dopoguerra fu resa praticamente operativa).
A Genova Piacentini firma il progetto per la realizzazione di Piazza della Vittoria (nell'area dove sorgeva la Piazza d'Armi di Genova antistante la stazione ferroviaria di Brignole), emblema dello stile architettonico fascista nel capoluogo ligure. La costruzione termina a metà degli anni Trenta dopo che, nella primavera del 1931, era stato inaugurato l'Arco della Vittoria, anch'esso progettato dal Piacentini, monumento che si erge al centro della piazza dedicato ai caduti della Grande Guerra. Sempre a Genova, nell'ambito della realizzazione di Piazza Dante in pieno centro cittadino, Piacentini progetta il grattacielo che ancora oggi porta il suo nome. Terminato nel 1940, è alto 108 metri ed è stato per anni l'edificio più alto d'Italia.

### Gli anni del Dopoguerra
Professore ordinario di Urbanistica alla facoltà di Architettura dell'Università "La Sapienza" di Roma, della quale fu anche preside, dopo la caduta del regime fascista subì un'effimera epurazione, ma fu riammesso ben presto all'insegnamento, lasciando la cattedra nel 1955 per raggiunti limiti di età. I suoi non pochi progetti architettonici del dopoguerra, tra cui il Piano di Fabbricazione dell'isola mediterranea di Pantelleria, risentono di una certa stanchezza,. Partecipa in seguito alla seconda ristrutturazione del Teatro dell'Opera di Roma del 1960, a parere di Bruno Zevi egregiamente restaurato all'interno e poi offeso da un'"insulsa" facciata.
La sua ultima opera architettonica è il Palazzo dello Sport dell'EUR, progettato nel 1957 insieme a Pier Luigi Nervi, che rappresenta il risultato finale di una sofferta successione di varianti progettuali. Il suo ultimo intervento urbanistico è costituito dal piano regolatore di Bari del 1950, firmato insieme a Giorgio e Alberto Calza Bini. Anche se fece parte di una prima commissione elaboratrice, non ebbe alcuna influenza nella redazione del piano regolatore di Roma che sarà adottato nel 1962, ma in qualità di membro della commissione urbanistica del Campidoglio dal 1956 alla morte tentò di mantenere fermi i principi cui era portabandiera fin dall'anteguerra. È sepolto insieme al padre Pio Piacentini nella tomba di famiglia al Cimitero del Verano.

## Ricezione

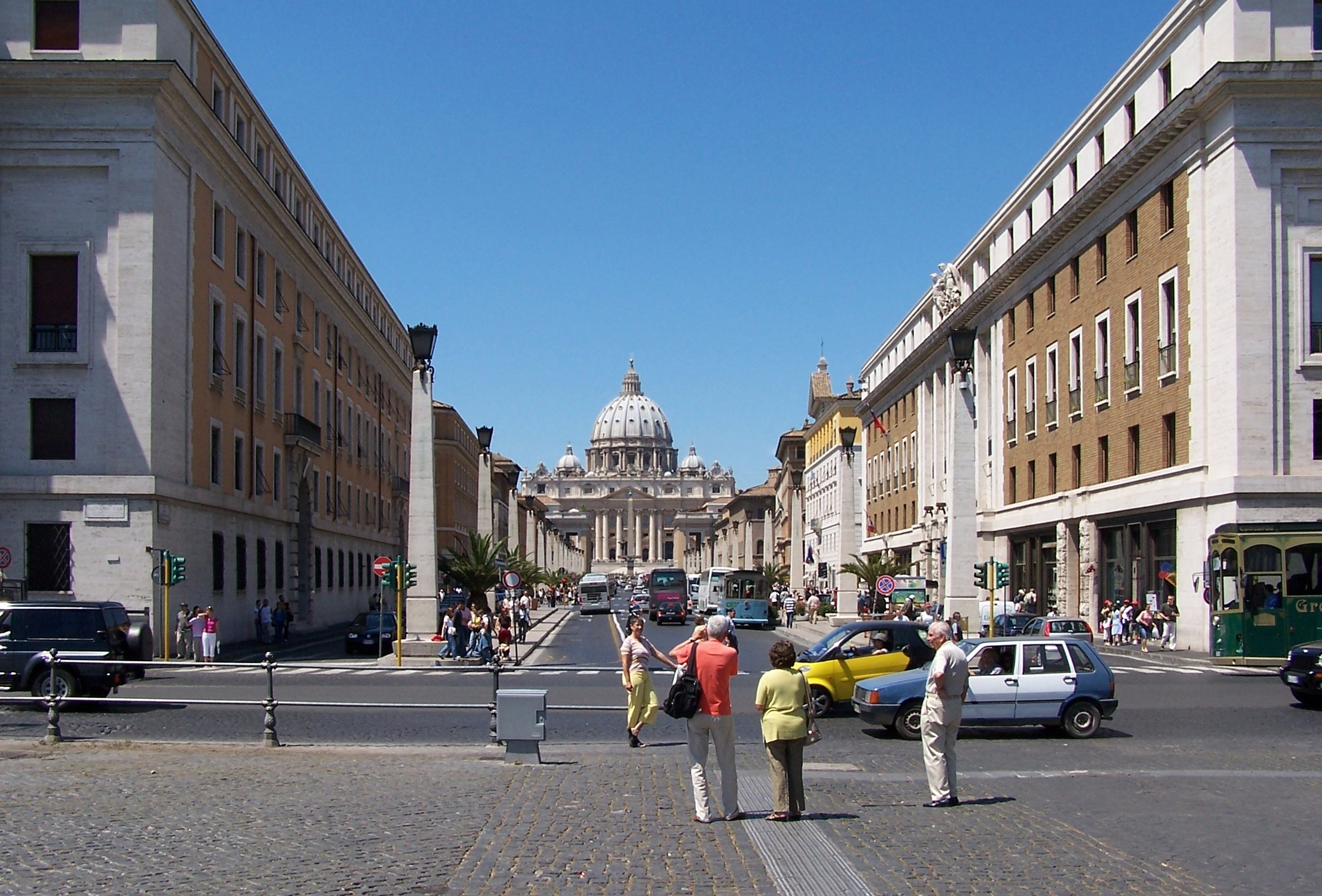
Via della Conciliazione a Roma

Alla sua scomparsa dopo lunga malattia, su di lui cadde l'impietoso giudizio distruttivo di Bruno Zevi, che come architetto lo definì "morto nel 1925". Il tempo e una maggiore riflessione hanno condotto a una rivalutazione di alcune opere di Piacentini successive al 1911. Di recente, è stata sottolineata la riuscita di una delle numerose operazioni urbanistiche da lui realizzate: l'apertura del secondo tratto novecentesco di Via Roma a Torino del 1936.
Il suo rapporto con il regime, indubbio e ampiamente documentato, pur essendo stato duraturo e proficuo, non manca di notevoli incongruenze. Nei primi anni venti infatti, Piacentini fu aggredito dalle squadre fasciste a Genzano dove aveva una casa e dei possedimenti: la causa di tale gesto probabilmente va ricercata nelle frequentazioni e nelle amicizie del giovane Marcello Piacentini, che già grazie al peso del padre Pio, aveva potuto gravitare attorno a personaggi della massoneria e dell'anticlericalismo come Ernesto Nathan ed Ettore Ferrari, poco gradite allora a Mussolini e di conseguenza al violento e intransigente fascismo rurale. Il successo di Piacentini nel ventennio poi non fu improvviso; già negli anni dieci egli si era imposto come promessa del panorama architettonico non solo romano e aveva ricevuto importanti incarichi pubblici come la costruzione di edifici provvisori per l'esposizione internazionale di Roma del 1911 e il padiglione italiano all'esposizione di San Francisco (1915).

## Archivio e biblioteca personali
La Biblioteca di Architettura dell'Università degli studi La Sapienza di Roma conserva il "Fondo Piacentini", comprendente 2.300 volumi e 60 periodici, donato dalla figlia Sofia Annesi Piacentini negli anni 1970-71. Presso la sede di Architettura della Biblioteca di Scienze Tecnologiche, Università degli Studi di Firenze è conservato il "Fondo Marcello Piacentini", donato nel 1980. Si tratta di 500 fascicoli relativi all'attività professionale, contenenti la documentazione relativa ai concorsi e ai progetti a cui l'architetto partecipò (studi, schizzi, esecutivi di opere realizzate, fotografie, manoscritti, carteggi, estratti) e da una serie di circa 2.500 pezzi di piccolo formato, costituiti da appunti, disegni e studi di architettura.

## Citazioni e commenti
Un commento di Marcello Piacentini su ciò che si è costruito in Italia dal 1933 al 1936 per chiarire il concetto di modernità nazionale:

## Opere (selezione)
- Inizio XX secolo, Palmi: Palazzo Ambesi-Impiombato in Piazza I Maggio

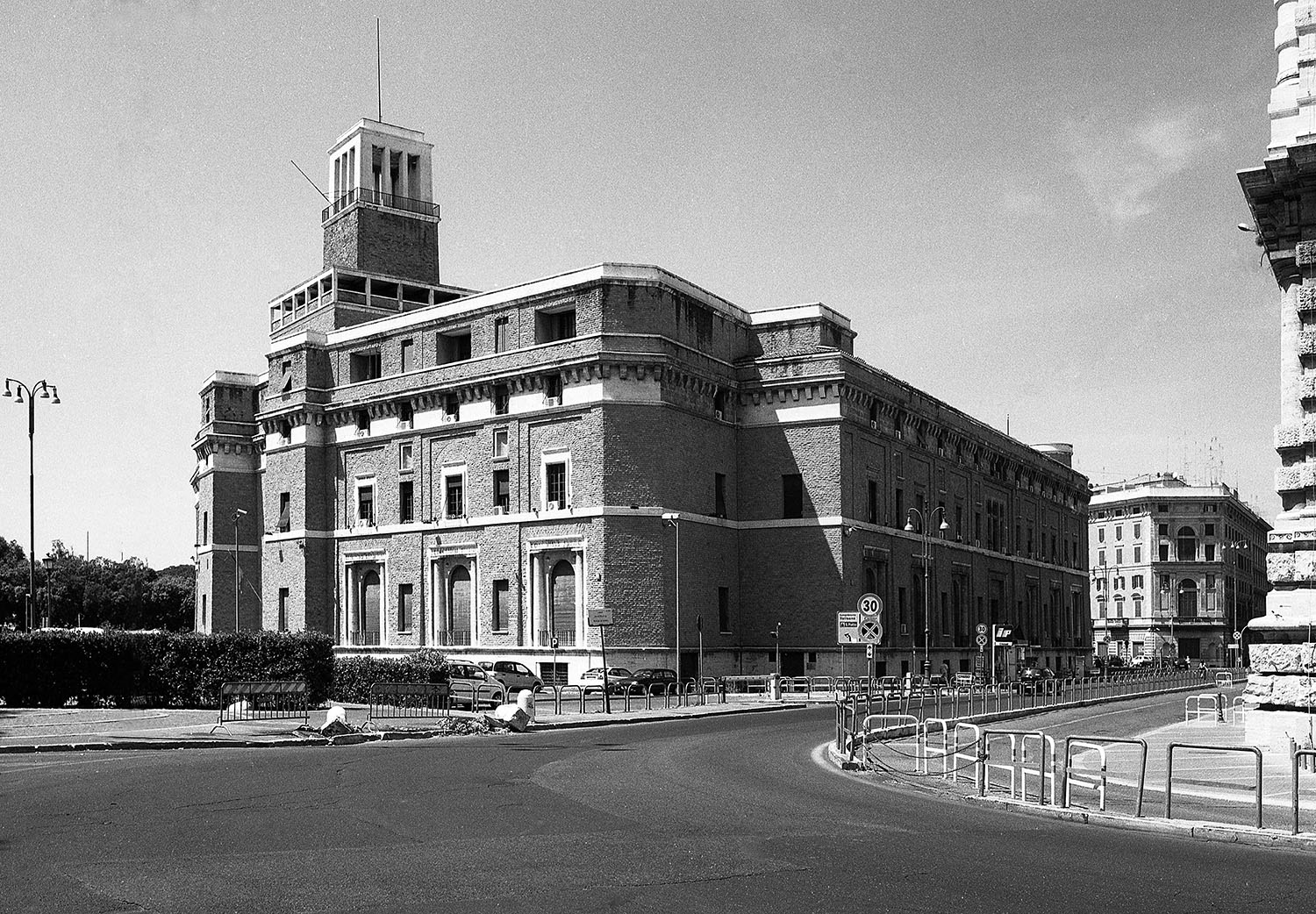
La Casa madre dei mutilati a Roma (1936)

- 1910, Bruxelles: padiglione italiano all'Esposizione Mondiale.
- 1912-1928, Messina: Palazzo di Giustizia.
- 1913, Roma: Villetta Rusconi.
- 1915-1917, Roma: Ristrutturazione e ampliamento del Cinema Teatro Corso (già Lux et Umbra, poi Étoile).
- 1916-1918, Roma: Villa Nobili.
- 1919-1934, Roma: Basilica del Sacro Cuore di Cristo Re[23].
- 1922, Firenze: Cinema teatro Savoia (ora Odeon).
- 1922-1927, Bergamo: Rifacimento centro della città (centro piacentiniano)-Torre dei Caduti-Tribunale-Camera C.I.A.A.
- 1924-1931, Genova - Arco della Vittoria.
- 1925, Roma: Restauro di Villa Madama.
- 1926-1958, Roma: Teatro dell'Opera (ristrutturazione).
- 1927-1932, Brescia: Piazza della Vittoria (dominata dal Torrione INA, alto 57 metri è il primo grattacielo costruito in Italia e tra i primissimi in Europa).
- 1927-1939, Genova: Piazza della Vittoria (piano generale, palazzi INPS, Garbarino, Sciaccaluga e Arco della Vittoria).
- 1928, Bengasi: Albergo Italia[24].
- 1928, Bolzano: Monumento alla Vittoria.
- 1928-1932, Roma: Palazzo delle Corporazioni in via Veneto (oggi sede del Ministero dello sviluppo economico), con Giuseppe Vaccaro.
- 1928-1936, Roma: Casa madre dei Mutilati.
- 1929-1931, Roma: Palazzina al Lungotevere Tor di Nona (abitazione e studio Piacentini).
- 1932, Roma: Villa Piacentini alla Via Camilluccia (abitazione privata Piacentini).
- 1932, Borgomanero: Maniglie Iustitia e Libertas per Olivari per il Palazzo di Giustizia di Milano.
- 1932, Pallanzaː Mausoleo per Luigi Cadorna.
- 1932-1937, Roma - Edifici residenziali ICP Pamphily.
- 1932-1941, Reggio Calabria: Museo Nazionale della Magna Grecia.
- 1933, Milano: Palazzo di Giustizia.
- 1933, Torino: demolizione e ricostruzione del secondo tratto di Via Roma (e isolati circostanti).
- 1933-1935, Bolzano: Corpo d'Armata[25].
- 1933-1938, Milano: Palazzo Missori.
- 1935-1939, San Paolo: Edificio Matarazzo (ex sede delle Indústrias Reunidas F. Matarazzo e del Municipio di San Paolo).
- 1935-1940, Genova: Torre Piacentini (primo grattacielo italiano ad aver superato i 100 m).
- 1936, Roma: Palazzo del Rettorato dell'Università degli Studi di Roma "La Sapienza", all'interno della Città universitaria di Roma.
- 1936, Rosarno: Edificio Scolastico "E. Marvasi".
- 1936 - 1950, Roma: Via della Conciliazione e sistemazione di Borgo (con Attilio Spaccarelli).
- 1937-1940, Zagabria: Palazzo delle Assicurazioni Generali
- 1938, Livorno: Piano di risanamento del centro storico e Piazza Grande.
- 1938-1942, Roma: sistemazione dell'E42 (EUR).
- 1939-1940, Napoli: ristrutturazione del Palazzo del Banco di Napoli.
- 1940-1941, Sasso Marconi: Mausoleo Marconiano[26].
- 1947-1952[27], Roma: Cappella universitaria Divina Sapienza, all'interno della Città universitaria di Roma.
- 1951-1954, Macerata: Palazzo della Cassa di Risparmio della Provincia di Macerata[28].
- 1954-1956, Ferrara: Nuovo Palazzo della Ragione.
- 1958, Roma: Palazzo dello Sport, in collaborazione con Pier Luigi Nervi (per la parte strutturale).
- 1957-1961, Bolzano: chiesa di San Giuseppe
- 1962 (postuma, su suo progetto), Pescara, chiesa dello Spirito Santo.[29]